# Halte de Rennes-Pontchaillou
Halte de Rennes-Pontchaillou vasútállomás Franciaországban, Rennes településen.

## Vasútvonalak
Az állomást az alábbi vasútvonalak érintik:
- Rennes–Saint-Malo-vasútvonal

## Kapcsolódó állomások
A vasútállomáshoz az alábbi állomások vannak a legközelebb:
- Gare de Betton (Gare de Saint-Malo, Rennes–Saint-Malo-vasútvonal)
- Gare de Rennes (Gare de Rennes, Rennes–Saint-Malo-vasútvonal)